# Mariano Arrazola Silió
Mariano Arrazola Silió (Madrid 1922- San Sebastián 2009)  fue un médico neurocirujano español creador del servicio de neurocirugía en la Residencia Sanitaria de San Sebastián y en el Hospital Provincial. Cofundador del Hospital privado La Policlínica de Guipúzcoa  y profesor de la Universidad del País Vasco. Presidió la Sociedad Luso-Española de Neurocirugía.
Como apasionado del montañismo desde la Real Sociedad Española de Alpinismo participó como alpinista y como médico  en numerosas expediciones de alta montaña al Himalaya y en la primera expedición española a los Andes en 1961.

## Biografía y trayectoria profesional
Nació en Madrid en 1922 y cursó la carrera de medicina en la facultad de San Carlos de Madrid.
Se especializó en neurocirugía en el instituto de neurocirugía del Dr Sixto Obrador. En 1949 completó su formación en el departamento de neurocirugía de la Universidad de Utrecht durante tres años.
En 1953 se instaló en San Sebastián y en 1960 inició la actividad de la especialidad del Hospital Provincial.
En 1966 ganó por concurso oposición la jefatura de servicio de la Residencia Sanitaria de San Sebastián y con la creación de la Unidad Docente de Medicina en 1979 fue el profesor encargado de la asignatura.
En 1975 fue cofundador del hospital privado La Policlínica de Guipúzcoa.

## Publicaciones y actividades científicas
En 1983 fue socio fundador y primer presidente de la sociedad vasca de neurocirugía y en 1989 también presidió la sociedad luso española de neurocirugía.
En 1970 y en 1990  presidió en san Sebastián los congresos anuales de la sociedad luso  española  de neurocirugía .
Realizó múltiples publicaciones, ponencias y colaboraciones en libros de la especialidad y de su otra pasión que fue el montañismo de la que era un experto en el mal de montaña.